# Hirudisoma equiseti
Hirudisoma equiseti är en mångfotingart som beskrevs av Karl Wilhelm Verhoeff 1930. Hirudisoma equiseti ingår i släktet Hirudisoma och familjen Hirudisomatidae. Inga underarter finns listade i Catalogue of Life.